# Manual de Múnich de Magia Demoníaca
El Manual de Múnich de Magia Demoníaca o Liber incantationum, exorcismorum et fascinationum variarum (código CLM 849 en la Biblioteca Estatal de Baviera, Múnich) es un grimorio manuscrito del siglo XV. El texto, compuesto en latín, abarca principalmente temas de demonología y nigromancia.
En 1998, Richard Kieckhefer editó parte del texto del manuscrito bajo el título de Ritos Prohibidos: Manual del nigromante del siglo XV. Algunas porciones del texto original están presentados en Ritos Prohibidos con su respectiva traducción e incorporados dentro de los ensayos y las explicaciones del autor en el Manual de Múnich y de los grimorios en general. Una traducción completa al español por Alejandro Maquiavelo se publicó en 2023.

## Contenido
Existe sólo un manuscrito conocido del Manual de Múnich, el cual está casi completo, a excepción de los dos folios iniciales, que describen el comienzo de un ritual. El resto del grimorio contiene instrucciones completas para la invocación de demonios como Satán, Belcebú, Lilith, Astaroth y Samael, y la supuesta obtención de favores y poderes sobrenaturales de ellos. Algunos de los hechizos permitirían obtener el amor de una mujer, lograr la invisibilidad, recibir riquezas y tesoros, u obtener conocimientos. El texto está acompañado por más de 40 ilustraciones de círculos mágicos y símbolos para ser utilizados en los rituales.
Las páginas 130 a 133 incluyen una lista de 11 demonios, similar en parte a la del Ars Goetia.
| 1. Conde / Duque Barbarus 2. Duque Cason 3. Presidente / Conde Otius 4. Rey Curson | 1. Duque Alugor 2. Príncipe Taob 3. Presidente Volach 4. Duque Gaeneron | 1. Marqués Tuveries 2. Presidente Hanni 3. Marqués Sucax |

El manuscrito parece ser una compilación de múltiples fuentes anteriores. La mayor parte del texto está en latín, con la excepción de dos materiales adjuntos en alemán e italiano.
Una de las secciones más famosas del Manual de Múnich es el Vínculo de Salomón, un ritual que supuestamente permite al mago atar a los demonios con el propósito de protegerlo, proporcionar tesoros o responder preguntas sobre cualquier asunto.